# A Place in the Sun (Lit)
A Place in the Sun è il secondo album in studio del gruppo musicale statunitense Lit pubblicato per la RCA Records il 23 febbraio 1999. Registrato nel 1998, ha portato la band alla celebrità con alcune hit come My Own Worst Enemy, Zip-Lock e Miserable.

## Tracce
Testi e musiche di A. Jay Popoff e Jeremy Popoff, eccetto dove indicato.
1. Four – 3:21
2. My Own Worst Enemy – 2:49
3. Down – 3:43
4. Miserable – 4:16
5. No Big Thing – 2:32
6. Zip-Lock – 3:32
7. Lovely Day – 4:06
8. Perfect One – 4:09
9. Quicksand – 3:18
10. Happy – 2:50
11. The Best Is Yet To Come Undone – 4:30 (Danny Peck, A. J. Popoff, J. Popoff)
12. A Place In The Sun – 4:20

## Formazione
- A. Jay Popoff - voce
- Jeremy Popoff - chitarra, voce
- Kevin Baldes - basso
- Allen Shellenberger - batteria

## Classifiche

### Classifiche settimanali
| Classifica (1999) | Posizione massima |
| ----------------- | ----------------- |
| Regno Unito       | 52                |
| Stati Uniti       | 31                |

### Classifiche di fine anno
| Classifica (1999) | Posizione |
| ----------------- | --------- |
| Stati Uniti       | 106       |